# Stand by Me Doraemon 2
Stand by Me Doraemon 2 (STAND BY ME ドラえもん 2; España: Stand by Me Doraemon 2; Hispanoamérica: Quédate conmigo, Doraemon 2), es una película japonesa animada en computadora en 3D basada en el serie de manga Doraemon y es una secuela de la película de 2014, Stand by Me Doraemon. Dirigida por Ryūichi Yagi y Takashi Yamazaki, es inspirada principalmente por los cortometrajes Doraemon: Recuerdos de la abuela (2000) y El día que nací (2002).
Netflix adquirió los derechos de distribución de la película fuera de Asia y fue publicada el 24 de diciembre de 2021 en la plataforma de transmisión.

## Argumento
Nobita – después de su anterior aventura – ha conseguido cambiar su futuro para mejor, haciendo que Shizuka se case con él. Sin embargo, llevado por la desesperación, decide volver al pasado para reencontrarse con su amada abuela, fallecida cuando él aún estaba en el jardín de infancia. La abuela está feliz de que Nobita haya regresado a tiempo para estar con ella y le confía un gran deseo: conocer a su futura esposa. Mientras tanto, el Nobita del futuro, que está a punto de casarse con Shizuka y coronar su “sueño de felicidad”, sufre un ataque de pánico y huye al pasado para ver a Doraemon nuevamente, temiendo que no sea la persona adecuada para Shizuka. Sin embargo, el dúo de Nobita y Doraemon se ve envuelto en una serie de percances en el futuro, así como también en el presente, para cumplir el deseo de la abuela de ver a la novia de Nobita.

## Reparto
| Personaje          | Japonés            | Actor de doblaje español | Actor de doblaje mexicano |
| ------------------ | ------------------ | ------------------------ | ------------------------- |
| Doraemon           | Wasabi Mizuta      | Estíbaliz Lizárraga      | Irwin Daayán              |
| Nobita Nobi        | Megumi Ōhara       | Nuria Marín Picó         | Laura Torres              |
| Nobita adulto      | Satoshi Tsumabuki  | Jon Goiricelaya          | Miguel Ángel Ruiz         |
| Shizuka Minamoto   | Yumi Kakazu        | Sonia Torrecilla         | Cristina Hernández        |
| Suneo Honekawa     | Tomokazu Seki      | Antón Palomar            | Irwin Daayán              |
| Takeshi Goda       | Subaru Kimura      | Alberto Escobal          | Abraham Vega              |
| Abuela de Nobita   | Nobuko Miyamoto    | Ana Begoña Eguileor      | Ángela Villanueva         |
| Tamako Nobi        | Kotono Mitsuishi   | María del Pilar Ferrero  | Yolanda Vidal             |
| Nobisuke Nobi      | Yasunori Matsumoto |                          | Carlos del Campo          |
| Naka Meguro        | Bakarhythm         | Anselmo Herrero          | Pepe Toño Macías          |
| Hidetoshi Dekisugi | Shihoko Hagino     | María del Pilar Ferrero  | Bruno Coronel             |
| Yoshio Minamoto    | Aruno Tahara       |                          | Roberto Mendiola          |
| Señora Minamoto    | Ai Orikasa         |                          | Rommy Mendoza             |
| Jaiko Goda         | Vanilla Yamazaki   | Ana Begoña Eguileor      | Cassandra Valtier         |

## Estreno
Originalmente, estaba programado para estrenarse en los cines el 7 de agosto de 2020. Sin embargo, debido a la pandemia de COVID-19, la película fue removida temporalmente del calendario de estreno, y fue remplazado por Doraemon: El nuevo dinosaurio de Nobita. Más tarde, la película fue postergada el 20 de noviembre de 2020, donde tuvo su estreno en las salas de cine de Japón. La película se estrenó en Indonesia el 19 de febrero de 2021, en Malasia el 5 de marzo de 2021 y en Hong Kong el 1 de abril de 2021. Más tarde, Netflix estreno la película alrededor del mundo el 24 de diciembre de 2021.

## Banda sonora
Stand by Me Doraemon 2 (Original Soundtrack) es la banda sonora para la película del mismo nombre, compuesta por Naoki Satō. Fue publicada el 23 de diciembre de 2020 a través de Nippon Columbia. El álbum contiene un total de 20 canciones.

Todas las canciones escritas y compuestas por Naoki Satō. 
| Lista de canciones |                          |          |  |
| N.º                | Título                   | Duración |  |
| 1.                 | «前夜»                   | 2:58     |  |
| 2.                 | «のび太とのび太»         | 0:45     |  |
| 3.                 | «おばあちゃんに会いたい» | 2:05     |  |
| 4.                 | «タイムテレビ»           | 1:04     |  |
| 5.                 | «急げ!»                  | 0:50     |  |
| 6.                 | «スモールライト»         | 0:42     |  |
| 7.                 | «披露宴»                 | 2:25     |  |
| 8.                 | «スピーチ??»             | 0:33     |  |
| 9.                 | «タイムマシンがない!?»   | 2:00     |  |
| 10.                | «タマシイムマシン»       | 1:14     |  |
| 11.                | «僕らを助けに»           | 1:23     |  |
| 12.                | «のび太はどこに?»        | 3:59     |  |
| 13.                | «あの頃の景色»           | 2:46     |  |
| 14.                | «入れかえロープ»         | 2:07     |  |
| 15.                | «Go スクーター»          | 1:43     |  |
| 16.                | «急旋回»                 | 1:17     |  |
| 17.                | «僕たちの思い出»         | 1:32     |  |
| 18.                | «未来に戻ろう»           | 4:23     |  |
| 19.                | «結婚»                   | 4:24     |  |
| 20.                | «おばあちゃんとの約束»   | 2:18     |  |

## Galardones
| Año  | Premio                                               | Categoría               | Destinatario           | Resultado | Ref.   |
| ---- | ---------------------------------------------------- | ----------------------- | ---------------------- | --------- | ------ |
| 2021 | 44° ceremonia de los premios de la academia japonesa | Mejor Animación del Año | Stand by Me Doraemon 2 | Nominada  | [ 11 ] |